# 越寿三郎

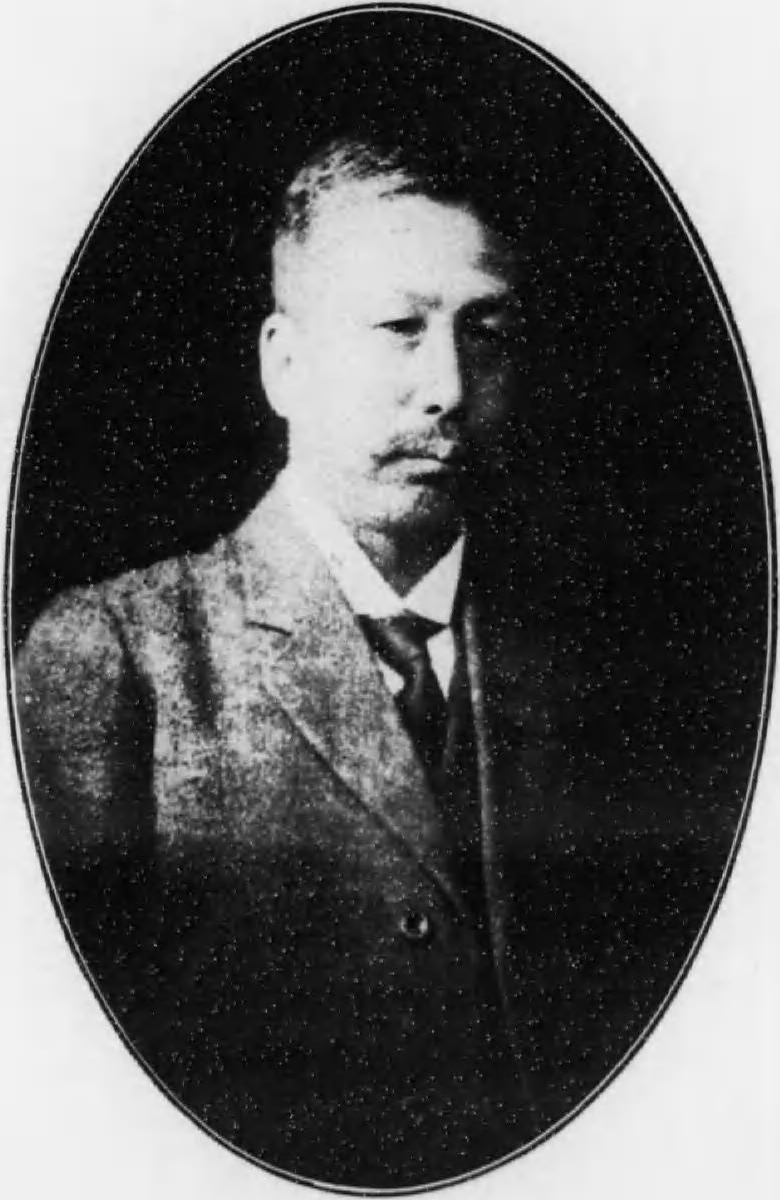
越寿三郎の肖像写真

越 寿三郎（こし じゅさぶろう、元治元年4月8日〈1864年5月13日〉 - 1932年〈昭和7年〉3月11日）は、明治から昭和戦前期にかけて活動した日本の実業家である。長野県上高井郡須坂町（現・須坂市）の人物で、「山丸組」の名で製糸業を経営したほか、同地の電力会社信濃電気や同社から派生した信越窒素肥料（現・信越化学工業）の社長を務めた。

## 経歴

### 製糸業の起業
越寿三郎は、元治元年4月8日（新暦：1864年5月13日）、信濃国高井郡須坂村（後の長野県上高井郡須坂町、現・須坂市）に豪農・小田切新蔵（3代目）の三男として生まれた。実家小田切家は曽祖父にあたる初代新蔵が宗家から分かれ起こした家で、屋号は「東糀屋」。父新造は1875年（明治8年）から製糸業（山三製糸所）を営み、1889年（明治22年）からは須坂町会議員を務めた。長兄に第6代須坂町長を務めた為之助（4代目新蔵）がいる。1887年（明治20年）、日滝村（現・須坂市日滝）に住む越みのの養子となり姓を小田切から越へ改め、翌年養母の死去に伴い越家を相続した。越家は養母が一人残るだけの資産もない家で、そのような家に養子入りした理由は兵役免除のためであったという。
明治時代に入ってからの須坂では、町が扇状地にあり川の流れが急であるという地の利を生かし、屋敷裏の水路に水車を置いて器械製糸を営む家が多かった。越は1887年6月、須坂町に「山丸組」の名で製糸場を開設し、繰糸器26釜をもって自らも製糸業経営に乗り出した。当時、須坂には製糸工程の終盤にあたる揚返し工程の共同経営と生糸共同販売を目的とする製糸結社が「東行社」（1875年設立）と「俊明社」（小田切辰之助ら東行社脱退者により1884年設立）の2つあったが、越は俊明社に加盟した。起業にあたっては実家から山丸組の番頭として水野寿作（1919年死去）が付けられた。
起業後の越は家業の製糸業に専心し、製糸業が盛んな諏訪地域や松代を視察するなど事業拡大に努めた。その手腕が認められ、1892年（明治35年）に俊明社の副社長に推される。さらに1894年（明治27年）2月には社長に就任した。事業拡大に向けた尽力の末に1906年（明治39年）には越が持つ製糸所の繰糸器数は900釜を越え、俊明社加盟製糸所が有する総繰糸器数の半数を占める規模となった。こうして製糸業で成功を収めたことから、越は諏訪・片倉組の片倉佐一・今井五介兄弟と並ぶ長野県下の代表的製糸家である、との評価を得るに至った。製糸業界では俊明社社長のほか須坂生糸同業組合長（1906年就任）、長野県生糸同業組合連合会評議員（同上）、大日本蚕糸会信濃支会商議員（1907年就任）も務め業界のために活動した。
越の山丸組は長野県外にも拡大し、埼玉県北足立郡大宮町（現・さいたま市）と愛知県碧海郡安城町（現・安城市）への進出を果たした。前者の大宮山丸製糸場は1907年（明治40年）5月の設置で、片倉組などに続く進出、後者の安城山丸製糸場は1911年（明治44年）6月の設置で、町の誘致に応えて進出したものである。1914年（大正3年）に第一次世界大戦が勃発すると糸価暴落に巻き込まれて山丸組は倒産寸前まで追い込まれたが、越が所有財産全部を投げ出して危機を乗り切った。越の経営する製糸所は1918年（大正7年）時点では須坂に6か所、県外に2か所を数えており、繰糸器1858釜（別に県外工場1148釜）を擁する須坂で最大の製糸業者であった。
さらに山丸組では1916年（大正5年）に蚕種部を設置し、桑園経営と蚕種製造にも自ら取り組んだ。桑園は須坂町近郊の相森地区に開拓。蚕種はイタリアより黄繭種を取り寄せ、蚕種製造所にて製造し品種改良に努めた。
事業拡大で納税額も上昇しており、1911年の貴族院多額納税者議員改選時には片倉兼太郎（初代）に次ぐ長野県下2番目の多額納税者、1918年の改選時には片倉一族3人に次ぐ第4位の多額納税者であった。

### 信濃電気の経営

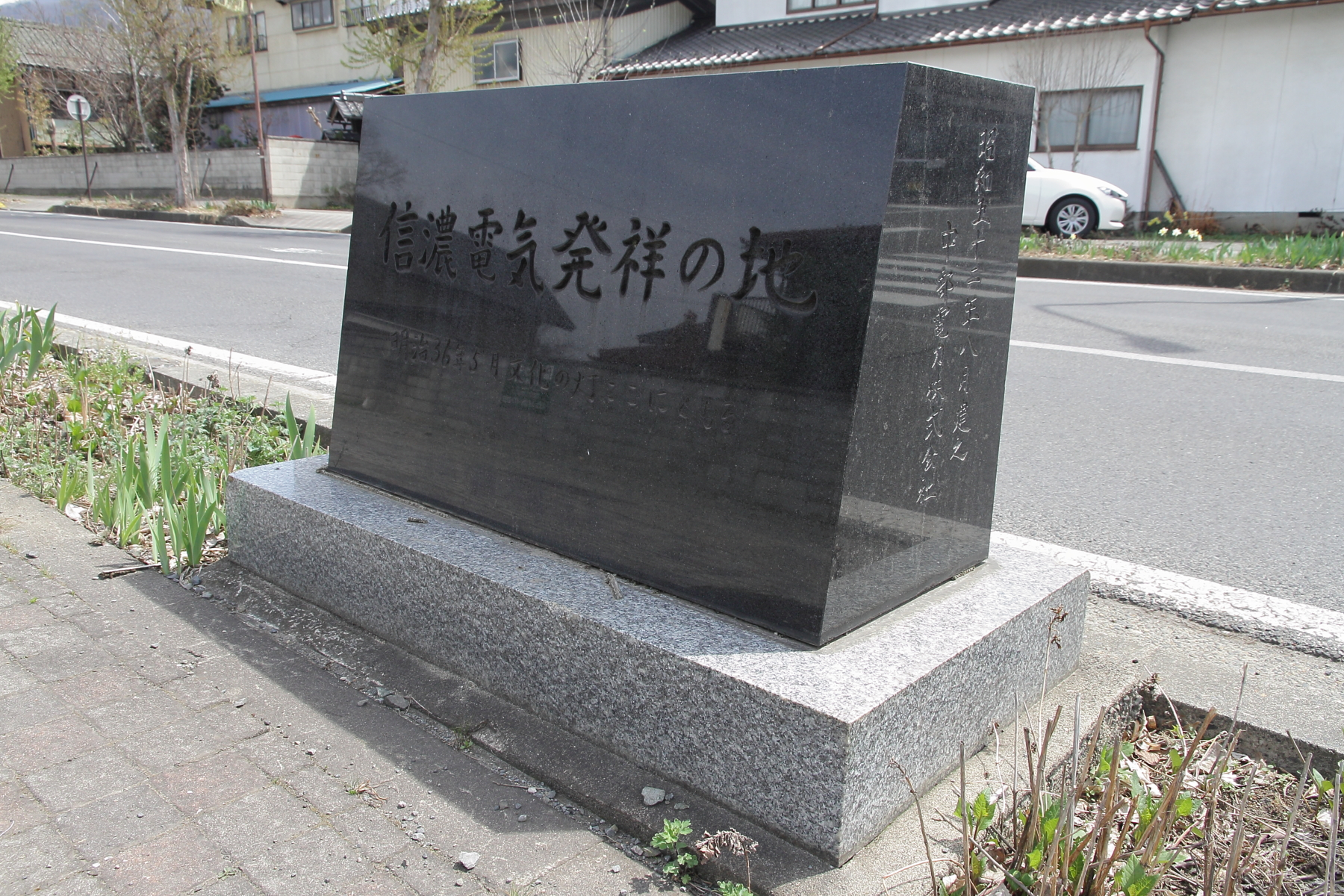
信濃電気本社跡地に建つ「発祥の地」記念碑（2022年）

越は本業の製糸業を営む傍ら地元須坂で銀行と電力会社の経営にも携わった。
銀行業では、製糸業に関連する形で須坂に複数設立された銀行のうち、上高井銀行（後の高井銀行）に参画した。同社は俊明社系列の銀行で、越は小田切辰之助らとともに発起人に名を連ねた。1895年（明治28年）2月に会社が発足すると小田切に次ぐ第2位の株主となり、取締役兼支配人に就任する。しかし糸価の上下に経営が左右される不安定な銀行であり、1905年（明治38年）5月に飯島正治率いる六十三銀行へと吸収された。合併後、越は同年7月から1915年（大正4年）7月まで六十三銀行の取締役を務めている。また1897年（明治30年）8月、長野県の農工銀行設立にあたって長野県知事より設立委員に任命され、翌1898年（明治31年）3月に長野農工銀行が発足すると監査役に就任した。1907年からは同社の取締役を務める。
電力業界では信濃電気に関係した。信濃電気は越や飯島正治・山田荘左衛門などが発起人となって1903年（明治36年）5月に資本金20万円をもって設立。越は準備段階から水力発電所適地の実地調査に携わっており、会社が発足すると初代の取締役社長に就いた。信濃電気はまず須坂近郊を流れる信濃川水系米子川に発電所を建設し、1903年12月、長野県下で6番目の電気事業者として開業した。初期には須坂町や下高井郡中野町（現・中野市）などに配電するだけであったが、1906年（明治39年）の関川・高沢発電所完成後は長野市方面にも供給を広げるなど事業を急拡大していく。
1907年、越は家業多忙を理由として社長職を元長野県警務部長の小野木源次郎に譲った（取締役には留任）が、5年後の1912年（大正元年）12月に小野木が信濃電気から退き福島県若松市長へと転じると、越は信濃電気社長に戻った（翌年の役員録に越が信濃電気社長を務めるとある）。社長復帰後は副社長制が採られており、1913年時点では丸山盛雄（南安曇郡豊科村の人物、元長野県会議員）が、1920年時点では小田切磐太郎（越の従弟、元官選県知事）がそれぞれ副社長を務めるとある。

### 事業の全盛期
1918年7月、越は大倉財閥の大倉喜八郎と共同で株式会社大倉製糸工場を設立し、その副会長に就任した（大倉が会長）。同社は須坂の製糸工場を買収するとともに大倉の郷里である新潟県北蒲原郡新発田町（現・新発田市）に製糸工場を新設した。その後1920年（大正9年）に戦後恐慌が発生すると製糸業界は苦境に陥り、須坂では東行社に属し山丸組に次ぐ規模の製糸業者であった田中製糸場が片倉製糸紡績へ吸収され消滅するという事態が生じたが、越率いる山丸組はこの危機を乗り切った。続く関東大震災による経営危機も乗り越えると、越は再び事業の拡張を推し進めていく。
まず1924年（大正13年）、大倉製糸工場から資本を引き上げて同社の須坂工場を買収、長野製糸株式会社として経営を始めた。長野製糸は1924年7月の設立で、越自らその社長に就いた。翌1925年（大正14年）にはこの長野製糸を通じて長野市吉田に新工場を建設している。次いで1925年12月信越製糸株式会社を設立、その社長にも就任し、同社を通じて新潟県岩船郡村上町（現・村上市）に工場を建てた。これらに前後して越は須坂にある金七製糸場の経営引き受け、日滝村への分工場建設も行っており、越が経営する製糸所は須坂地区に8か所、長野市に1か所、長野県外に3か所の計12か所へと増加。繰糸器数は5084釜に達した。また従来、越が経営する須坂地区の各製糸所で製造された生糸は俊明社を通じて共同出荷されてきたが、1925年7月、越は山丸組に揚返し作業を行う再繰所を新設し、揚返し・出荷作業を山丸組自ら行う体制に切り替え俊明社から事実上独立した。

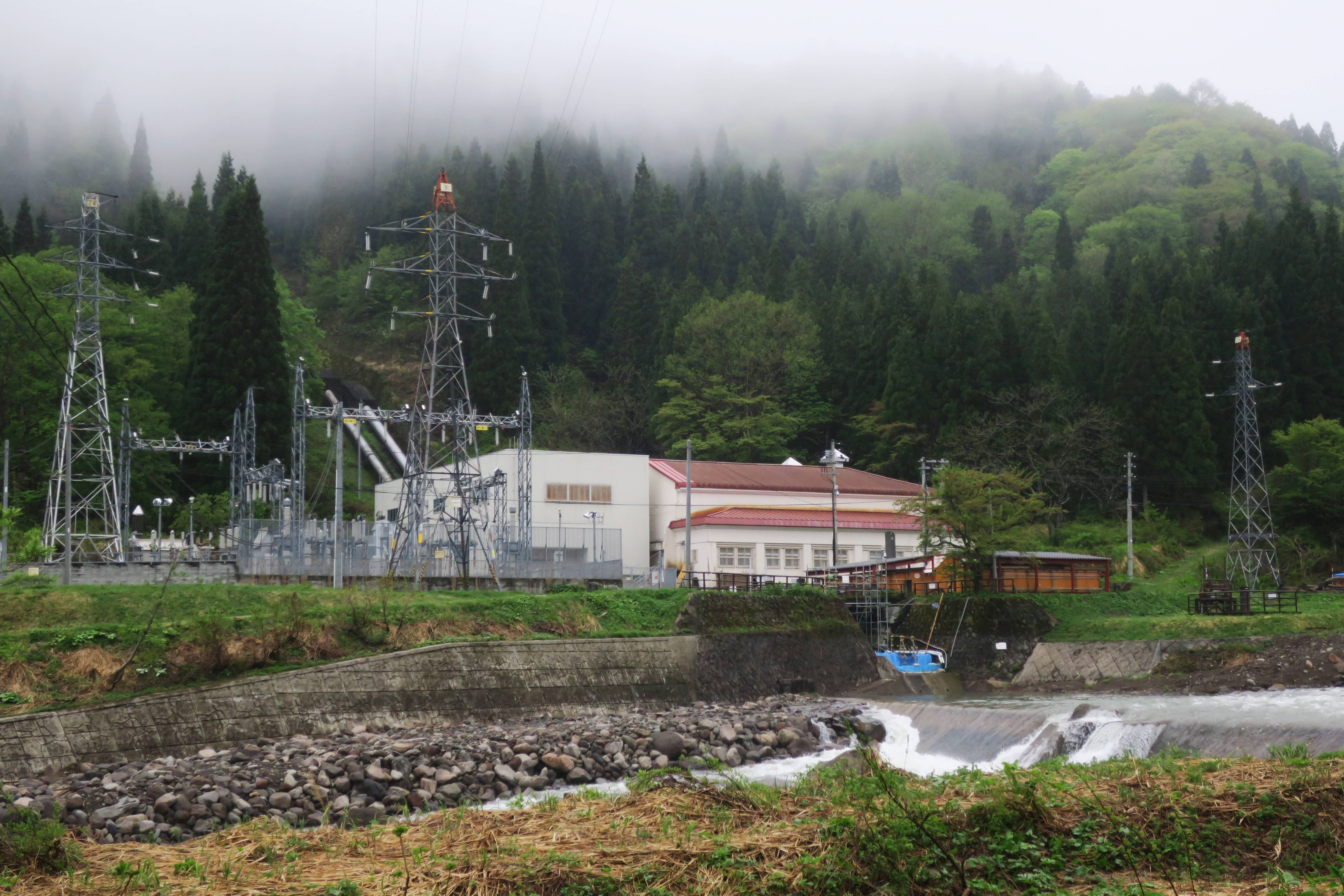
関川の高沢発電所（2018年）

信濃電気については、1927年（昭和2年）の増資により資本金1700万円の電力会社となった。同社は同年、関川に出力1万キロワット超の高沢第二発電所を完成させる。この建設に際し、明治後期より兼営するカーバイド事業（余剰電力による炭化カルシウム製造）の大型化を試み、カーバイドを原料に石灰窒素（窒素肥料の一種）を製造する石灰窒素事業への参入を決定。野口遵率いる日本窒素肥料（現・チッソ）と提携し、両社共同出資による新会社・信越窒素肥料（現・信越化学工業）を1926年（大正15年）9月に資本金500万円で新設した。ここでも越は自ら社長に就任している。信越窒素肥料は新潟県中頸城郡直江津町（現・上越市）に工場を建設、信濃電気からの受電によって1927年10月工場の操業を開始した。また信濃電気と長野電灯の共同出資による発電会社梓川電力では、1924年（大正13年）12月の会社設立時より取締役を務めた。
先に触れた通り越は長野県の多額納税者であるため貴族院多額納税者議員の資格を持っており、1925年の改選時（この段階で越は県下首位の多額納税者）に北信を代表して貴族院議員になるよう推されたが、越は小林暢を推薦して立候補を辞退した。また自身が教育の機会に恵まれなかったという経験から私財を学生支援や学校への寄付に投じ、1926年には自ら市立須坂商業学校（長野県須坂商業高等学校の前身）を開校。1922年に紺綬褒章を受章したほか、1928年（昭和3年）1月には製糸業や電気事業に対する貢献が認められ緑綬褒章を受章している。

### 山丸組倒産と死去
1929年（昭和4年）10月に世界恐慌が発生すると、恐慌の震源地アメリカ合衆国への生糸輸出に依存していた日本の製糸業界は深刻な経営難に見舞われた。これまで幾度も経営危機を乗り越えてきた越の山丸組であったが、この世界恐慌による危機は乗り越えられず、1930年（昭和5年）4月ついに倒産した。倒産後の善後処理として、山丸組の金七製糸場は債権者安田銀行に引き取られ、1933年（昭和8年）より昭栄製糸（1931年設立）の須坂工場として再建された。以後、昭栄製糸須坂工場は山丸組に代わる須坂最大の製糸工場として操業することになる。山丸組の県外工場のうち安城山丸製糸場は1932年（昭和7年）に閉鎖され、大宮山丸製糸場も1936年（昭和11年）6月競売に付され閉鎖された。
製糸関連の会社では1930年5月信越製糸の取締役を辞任。翌1931年（昭和6年）8月には俊明社（俊明合資会社）からも退社した。なお長野製糸については1932年（昭和7年）初頭時点でも代表に在任したままであった。
山丸組が倒産へと向かう中、越は信濃電気株式の処分を試みた。報道によると、越は新潟水力電気や福島電灯などの株式を持つ大手電力会社東邦電力と株式売却を交渉したが、売却価格で合意に至らなかった。最終的には信濃電気と協調関係にあった長野の電力会社長野電灯を率いる小坂順造が名乗りを上げ、信越窒素肥料ともども経営を引き受けることになり、両社の株式を越から高値で引き取った。越は1930年4月30日の定時株主総会をもって信濃電気の取締役社長から退任し、同年6月信越窒素肥料取締役社長も辞任した。当時小坂順造は拓務政務次官に在任中のため、小坂の依頼で富士電機製造社長の名取和作が信濃電気・信越窒素肥料両社で越の後任社長となった。梓川電力の取締役からも1930年4月に退いている。
世界恐慌前の1929年2月、越は軽度の脳溢血で倒れたことから、静養のため須坂から東京四谷の別邸に移った。山丸組が倒産した際には病躯をおして須坂に戻りその処理にあたったが、腎臓病の症状悪化のため1932年（昭和7年）2月に東京市芝区西久保明船町（現・港区虎ノ門）の佐多病院へと入院。回復することなく同病院で同年3月11日夜に死去した。享年69。葬儀・告別式は26日、菩提寺である須坂の勝善寺で開かれた。

## 家族・親族

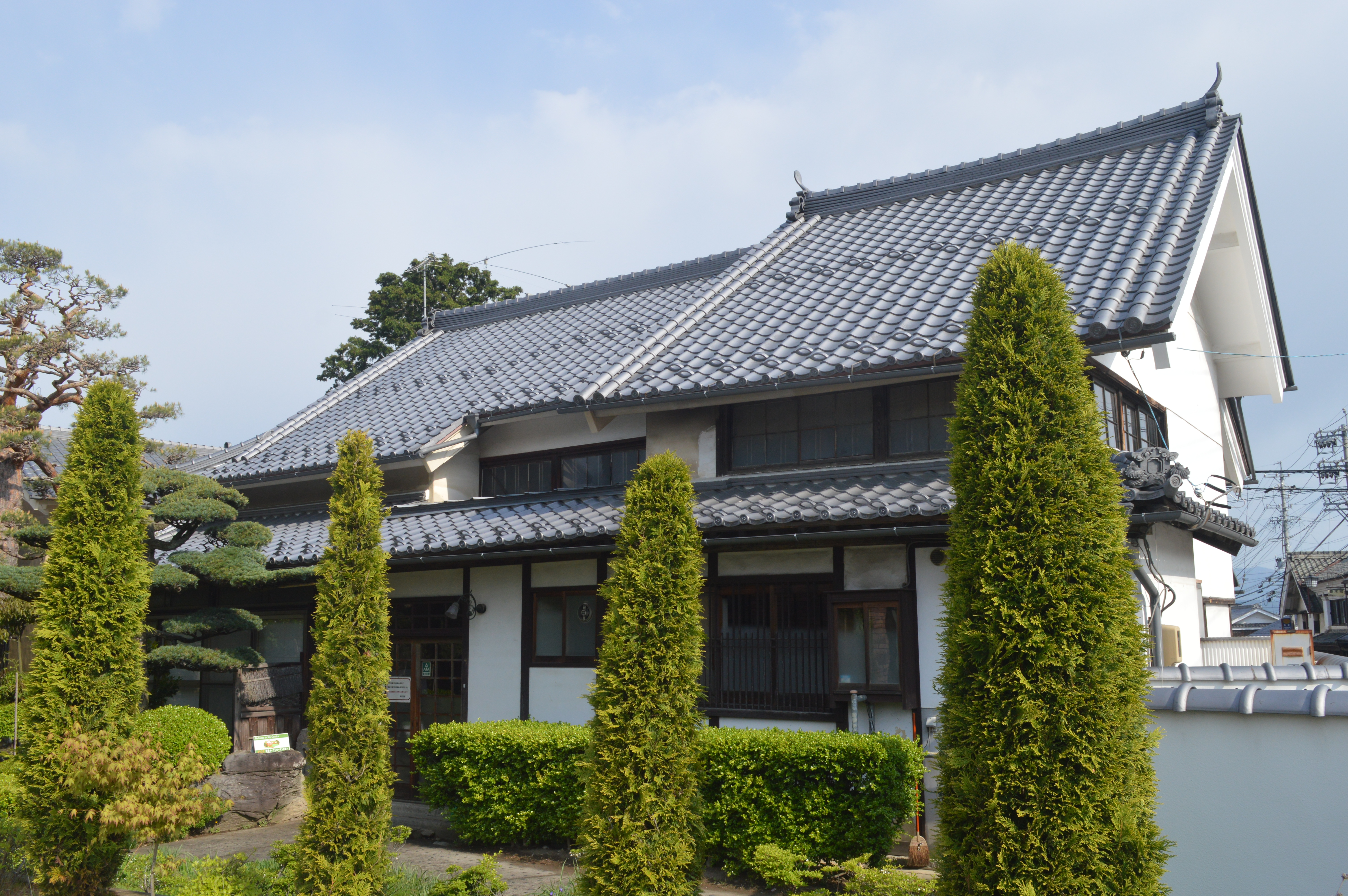
旧越家住宅（2018年撮影）

越寿三郎の生家である須坂の小田切家（屋号「東糀屋」）は曽祖父にあたる初代新蔵が宗家（屋号「西糀屋」）から分かれ起こした家である。製糸業の改良に努め製糸結社「俊明社」の初代社長にもなった小田切辰之助（1839 - 1904年）は、宗家の当主（曽祖父の兄・嘉右衛門の曽孫）にあたる。
寿三郎は小田切新蔵の三男にあたる。
- 父：小田切新蔵（1890年没）－東糀屋家の3代目で、1875年から「山三」の名で製糸所を開き、須坂町の助役や須坂町会議員を歴任[1]。
  - 長兄：小田切為之助（東糀屋家4代目新蔵を襲名）－第6代須坂町長や須坂織物初代社長
  - 義姉（為之助の妻）：小田切うん（小田切家宗家「西糀屋」小田切辰之助二女）[45]
    -       - 為之助の息子：小田切新蔵（「東糀屋」5代目）
      - 新蔵の妻：小田切はる（飯島正治（六十三銀行頭取）長女）
        - 小田切新蔵・はるの娘婿：小出隆（長野農工銀行初代頭取・衆議院議員小出八郎右衛門の息子、八十二銀行頭取）
        - 小田切新蔵・はるの息子：小田切新太郎- 信越化学工業社長[1]
        - 小田切新太郎の妻：小田切志寿子（佐々木高志の四女、佐々木高行侯爵の孫）[46]

  - 次兄：小田切由治郎－須坂郵便局長[1]。
  - 義弟（妹の婿養子）：小田切啓蔵－神林清兵衛（製糸業）の実弟で、山木製糸所を創業[1]
  - 叔父：小田切喜助－製糸業者
  - 叔父：小田切豊太郎－製糸業者
    - 従弟（豊太郎の子）：小田切磐太郎－内務官僚・官選県知事、衆議院議員[1]。

寿三郎が養子に入った日滝村の越家は、養子入り時点では養母みのがいるだけであった。
- 養母：越みの－養子入り1年後の1884年に死去[1]
- 妻：てる－神林清兵衛の妹（1886年に結婚）[1]
  - 長男：康三（夭折）
  - 長女：芳江－越六郎
    - 越六郎の実兄：花岡次郎－（長野電灯社長、小坂善之助の娘婿、小坂順造・小坂武雄の義兄）[1]
    - 越六郎の実兄：花岡四郎－妻・としは小田切家宗家「西糀屋」小田切辰之助の三女[47]

  - 次男：泰蔵－1925年以後山丸組の経営を任せていた[1]
  - 三男：栄蔵－寿三郎が泰蔵のために用意した邸宅が「旧越家住宅」として残されており、2003年に国の登録有形文化財、2007年に経済産業省の近代化産業遺産にそれぞれ登録・認定されている[48]。

## 胸像

臥竜公園にある越寿三郎の胸像

1923年、越寿三郎の還暦祝いに彫刻家北村正信によって大理石の胸像が製作された。この胸像は初め長野市吉田の信濃電気吉田営業所に置かれたが、建物が中部電力長野支店になったのち越家に返還され須坂の越邸に移された。その後越家からさらに「故越翁偉業顕彰会」へ寄贈され、富山県高岡市の鋳造会社にて屋外展示のため銅像として模写鋳造がなされる。この銅像は1976年4月より須坂の臥竜公園にされ、元の石像は須坂市立博物館に収蔵された。